# Lac de Vinça
Le lac de Vinça ou retenue de Vinça est un lac artificiel français, situé dans le département des Pyrénées-Orientales, sur les communes de Vinça, Marquixanes, Arboussols et Rodès, sur le fleuve Têt. Il est formé par le barrage de Vinça, construit en 1976.
Son niveau est couplé avec le lac des Bouillouses, situé en amont, pour servir aussi à l'irrigation de la plaine du Roussillon. Il sert avant tout à l'écrêtement des crues et à la régulation des étiages.

## Géographie

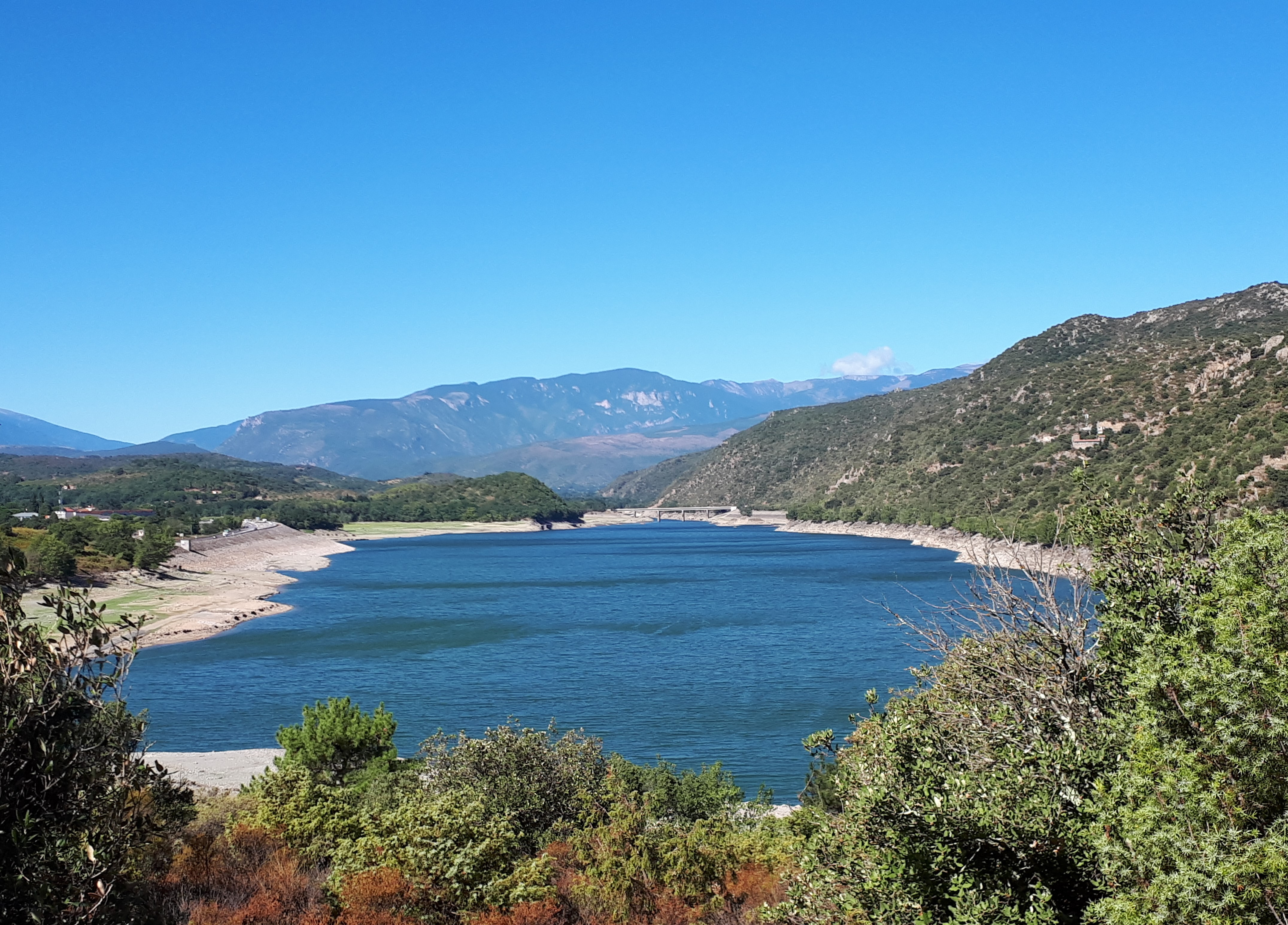
La retenue de Vinça, en regardant vers l'ouest depuis un point situé près du barrage. Au fond : Mont Coronat (2172 m).

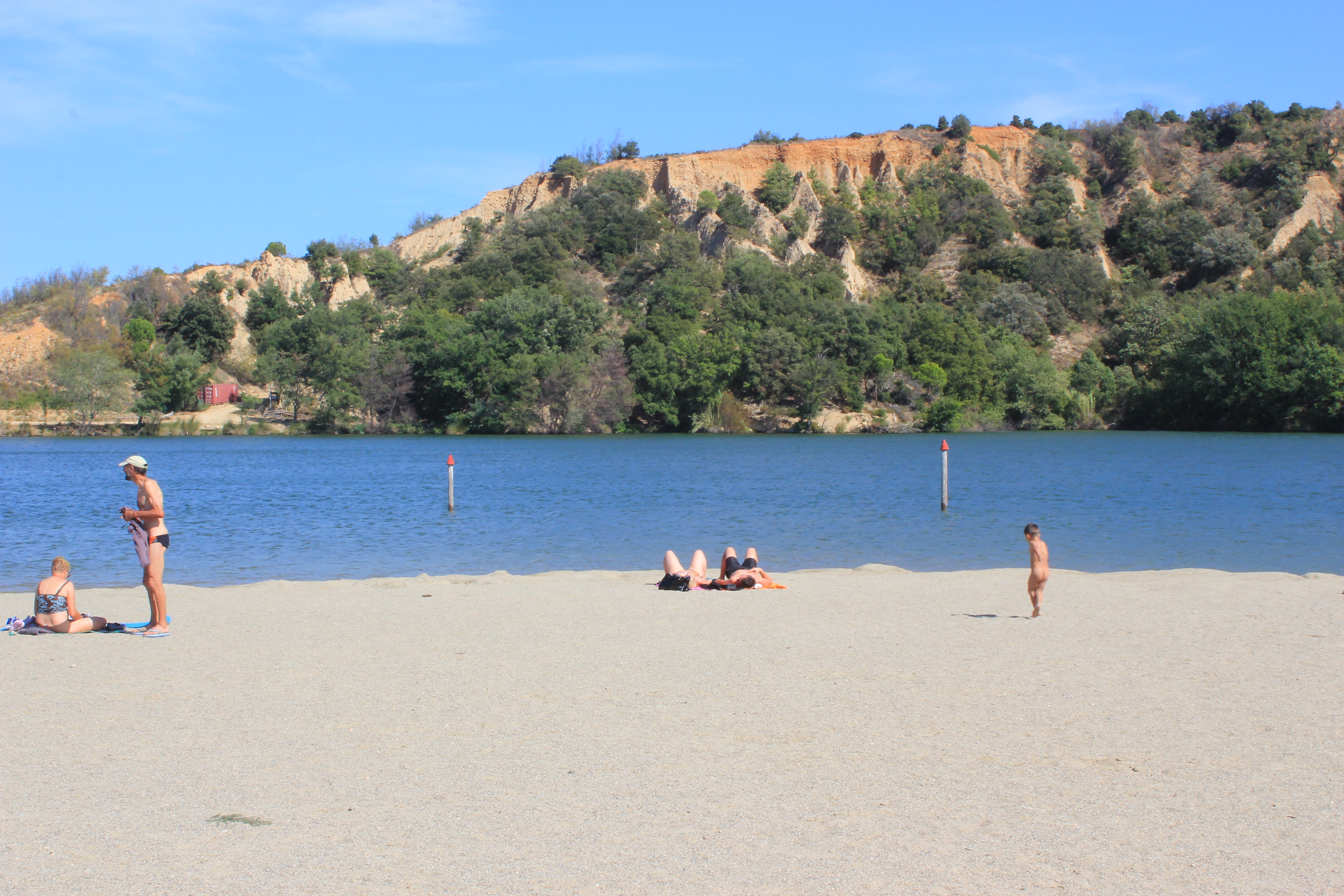
La plage des Escoumes.

Le lac s'étend sur environ 5 kilomètres de long, et sa largeur dans sa partie centrale oscille entre 150 et 1 200 mètres. Sa cote théorique se situe à 246 mètres d'altitude. Il est bordé au nord par les hauteurs du Fenouillèdes et au sud par les contreforts du massif du Canigou. En plus de la Têt, il est enrichi des eaux de la Lentillà.
Le lac se situe environ 30 kilomètres en amont de Perpignan.
Une partie de la réserve est isolée du reste du lac par une digue supportant le passage de la route nationale 116, et permettant la baignade sécurisée, depuis la plage des Escoumes.

## Histoire
Le barrage est un vieux projet, il date du début du XXe siècle, mais il ne prendra réellement naissance qu'en 1960. Afin de permettre la circulation de l'eau, le tronçon du Pont de Nossa est détruit, le pont sur la Têt étant dynamité en 1975. Le hameau de Nossa, constitué d'une maison, connu pour ses thermes (utilisés depuis la fin du Second Empire) est également détruit, et un moulin sur La Têt, ainsi que quelques cabanes, sont démolis.

## Barrage[2]
Caractéristiques techniques :
Barrage principal poids en béton  (140 000 m³ en 12 plots), avec galeries de visite et voiles d’injection et de drainage en fondation (granit franc à grains fins, localement altéré).
Hauteur de 55 m au-dessus du terrain naturel.
Longueur en travers de vallée de 191 m.
Altitude de la crête du barrage : 247,50 m NGF avec une largeur de 6 m.
Barrage secondaire dit digue Saint-Pierre en remblai argileux homogène d’une dizaine de m de haut, de 140 m de longueur.
Caractéristiques principales de la retenue :
Trois périodes d’exploitations : • 1er janvier - 30 juin : remplissage jusqu’à RN. • 1er juillet – 15 octobre : soutirage. • 16 octobre - 31 décembre : vacuité.
Cote retenue normale : 244 m NGF pour un volume utile de 24,60 Mm³.
Cote des PHE (plus haute eaux en crue) : 246,00 m NGF.
Ouvrages d’évacuation des crues/Capacités :
- 2 pertuis vannés de fond (l= 4,00 m x h= 5,00 m ) : 2 x 1000–1025 m³/s
- 2 pertuis vannés de surface  (l= 16,30 mx h= 7,30 m ) calé à 236,65 m NGF : 1375 m³/s sous 244 m NGF et 1925 m³/s sous 246 m NGF.
- Jet creux : 15 m³/s .
- Dimensionnement pour une crue de projet de période de retour 5000 ans (crue de sûreté : 15 000 ans).
- Barrage écrêteur actif avec manœuvre d’ouverture des vannes de fond et de surface
- Capacité d’écrêtement très variable selon l’importance de l’événement, très faible au-delà d’une période de retour 100 ans.

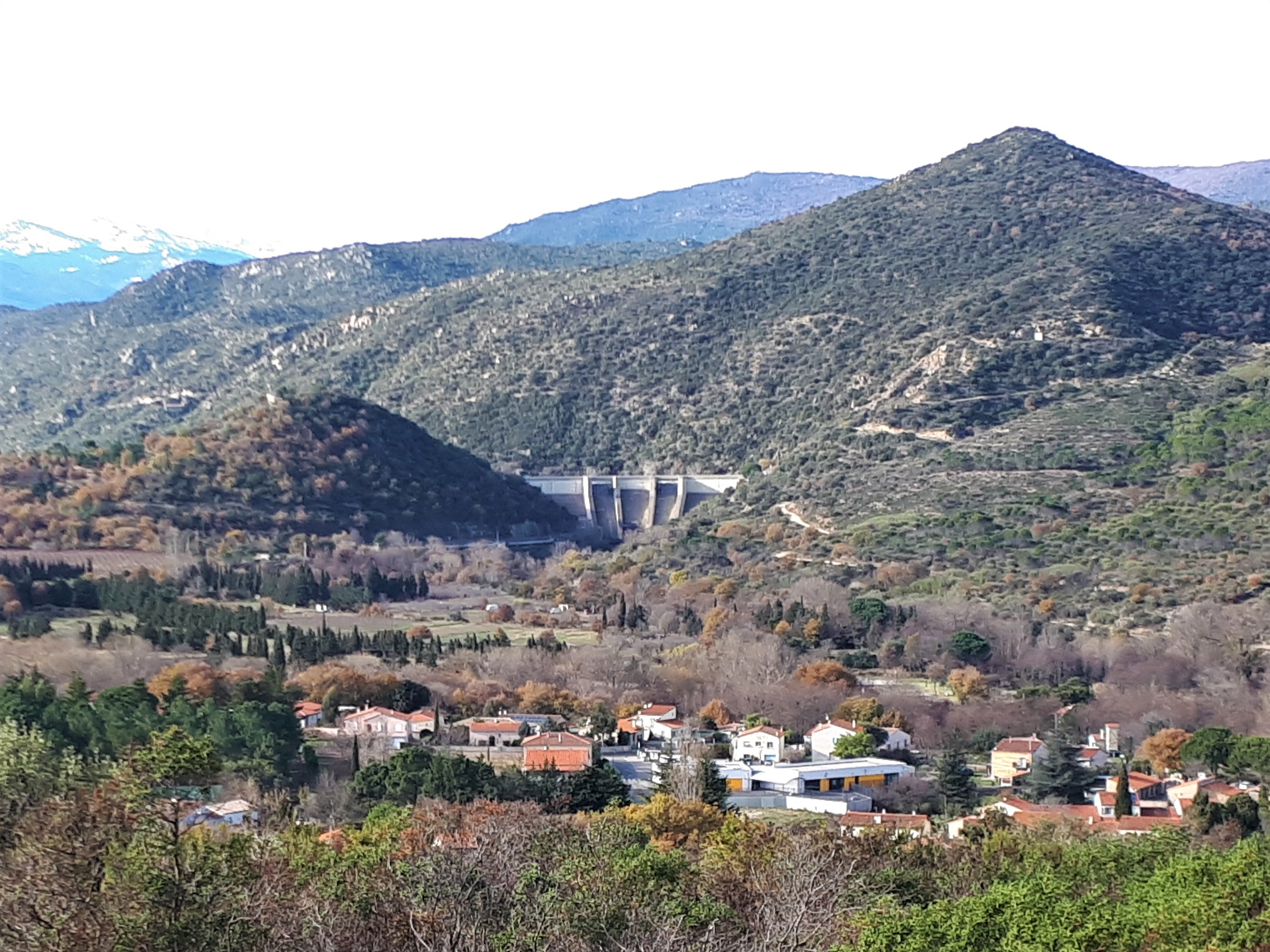
Barrage du lac de Vinça; vue ver l'ouest. Le village de Rodès est au premier plan ; l'église Saint-Pierre de Belloch est sur la colline à gauche du barrage.
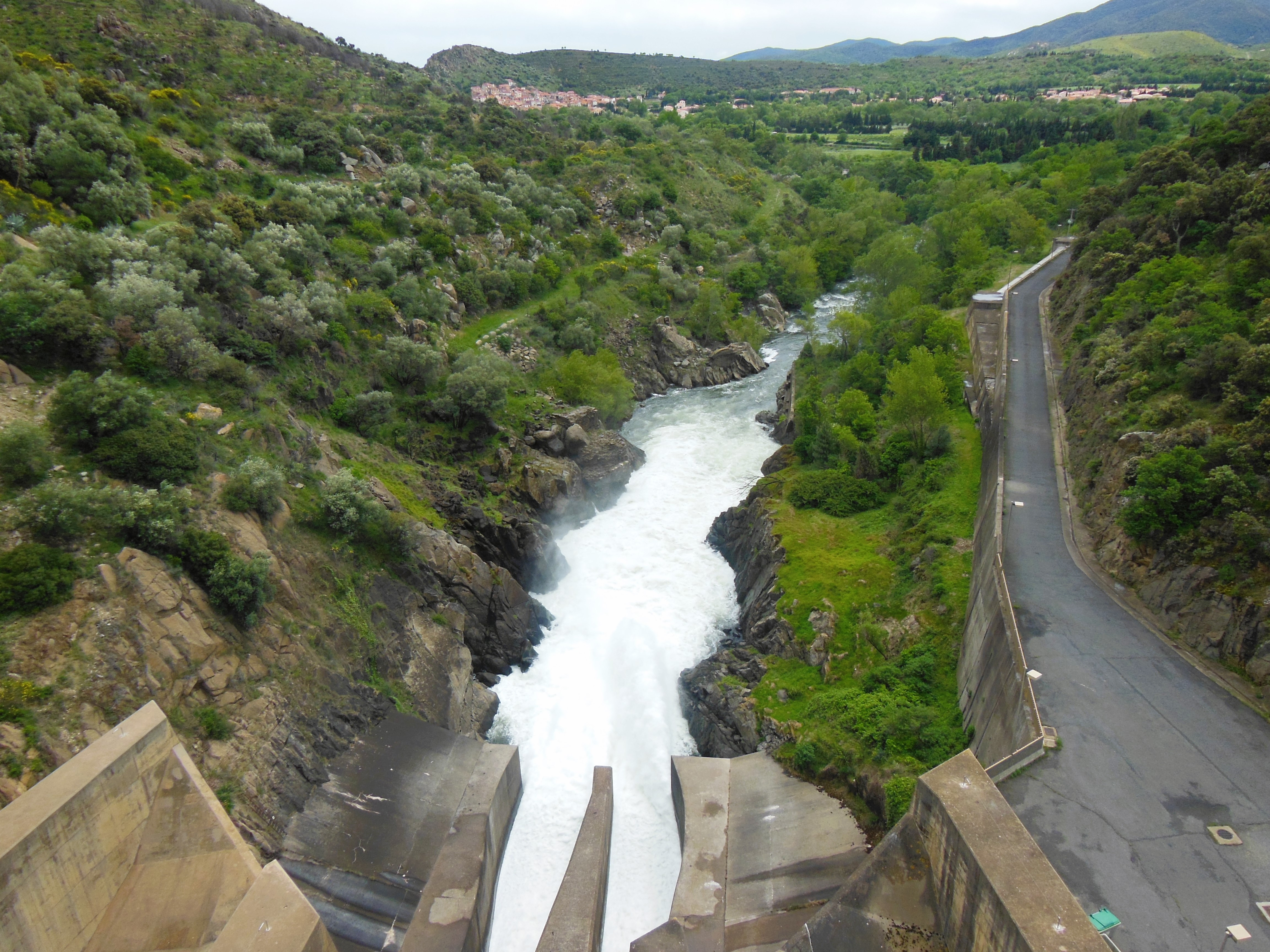
La Têt jaillit de la base du barrage de Vinça.
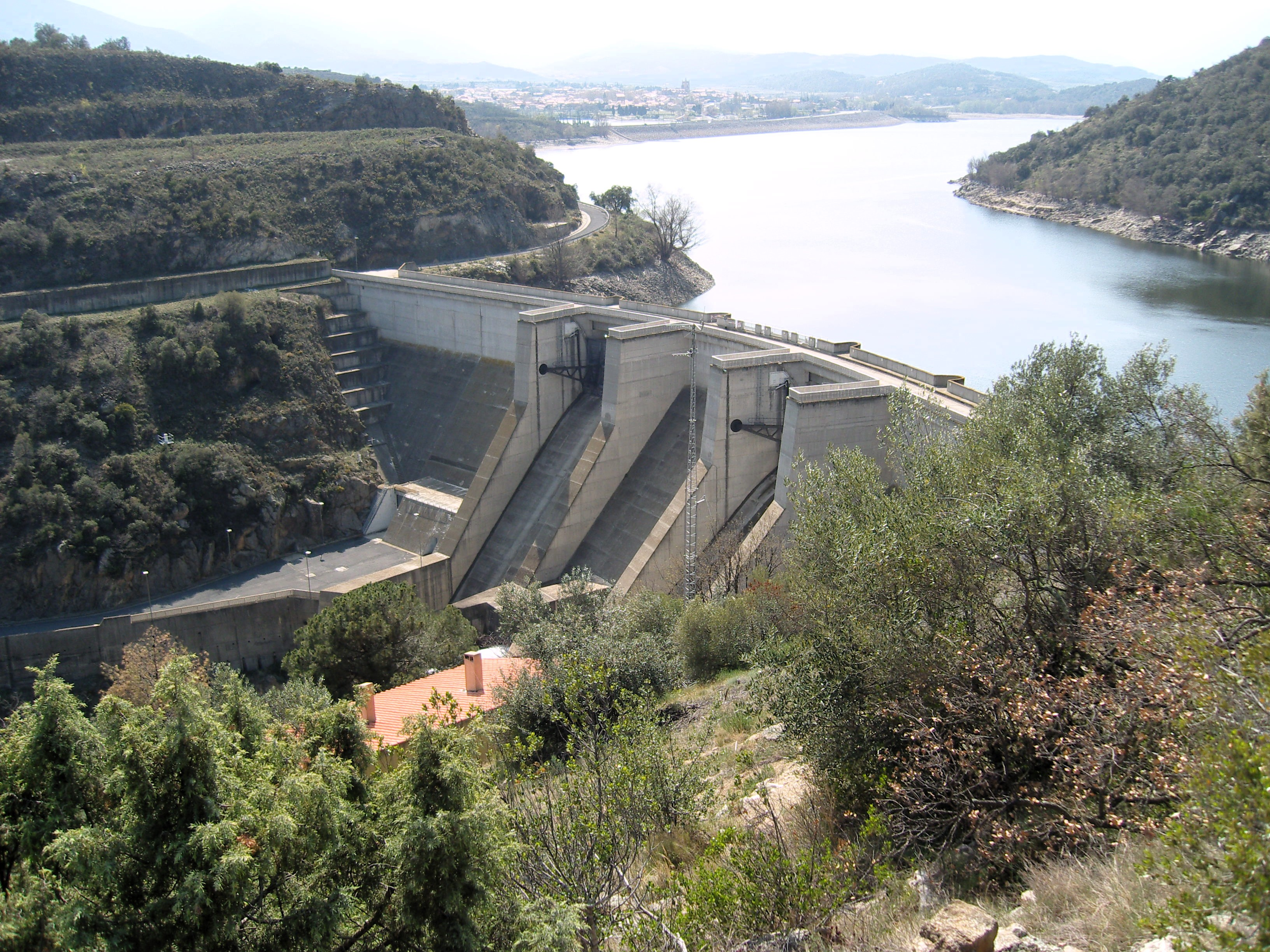
Vue rapprochée du barrage.